# Cucina valdostana

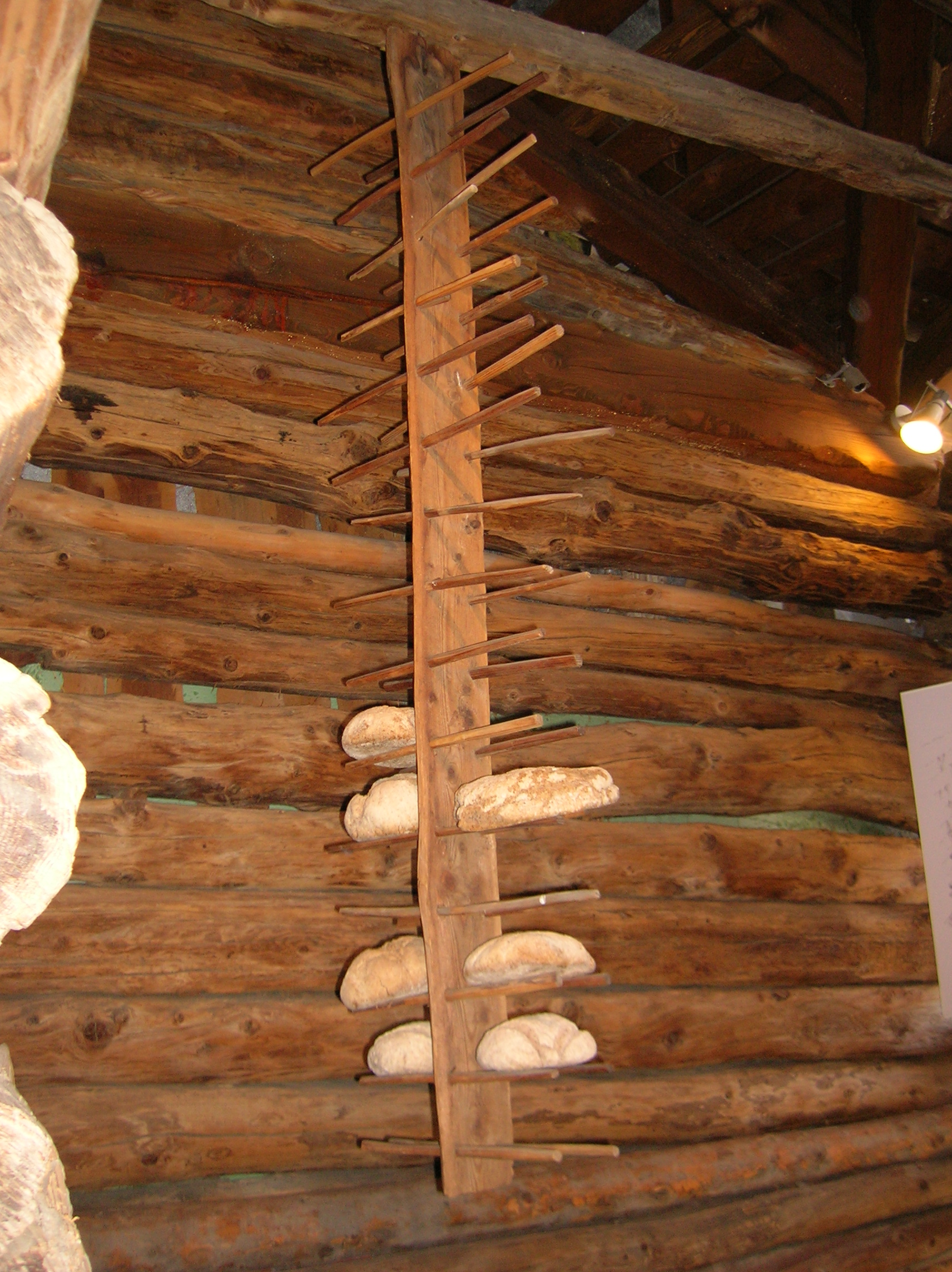
Un Ratelé, la tipica rastrelliera di legno per la conservazione del pane nero (Museo etnografico del Petit-Monde, a Torgnon)

La cucina tradizionale della Valle d'Aosta presenta ricette dall'alto contenuto calorico a base di selvaggina e fontina, formaggio D.O.P..
La tradizione culinaria valdostana mostra grandi affinità con le regioni transalpine limitrofe: la Savoia, l'Alta Savoia e il Vallese.
Paragonata al resto d'Italia, si evidenzia soprattutto l'assenza del frumento, sostituito dal mais e dalla segale, utilizzati nell'ordine per la polenta e per il pane.
Un altro elemento che scarseggia nei piatti tradizionali è l'olio, sostituito da burro e altri grassi vegetali e animali.
La presenza del riso è localizzata nella zona della val di Cogne e la si deve all'origine piemontese degli abitanti.
Un marchio denominato Saveurs du Val d'Aoste è stato creato per la salvaguardia dei prodotti tradizionali a livello locale.

## Vini
Riportiamo un elenco dei più importanti vini DOC valdostani:
- Vallée d'Aoste Blanc de Morgex et de La Salle
- Vallée d'Aoste Muscat de Chambave
- Vallée d'Aoste Enfer d'Arvier
- Valleé d'Aoste Torrette

## Prodotti tipici
- Pane nero

### Latticini

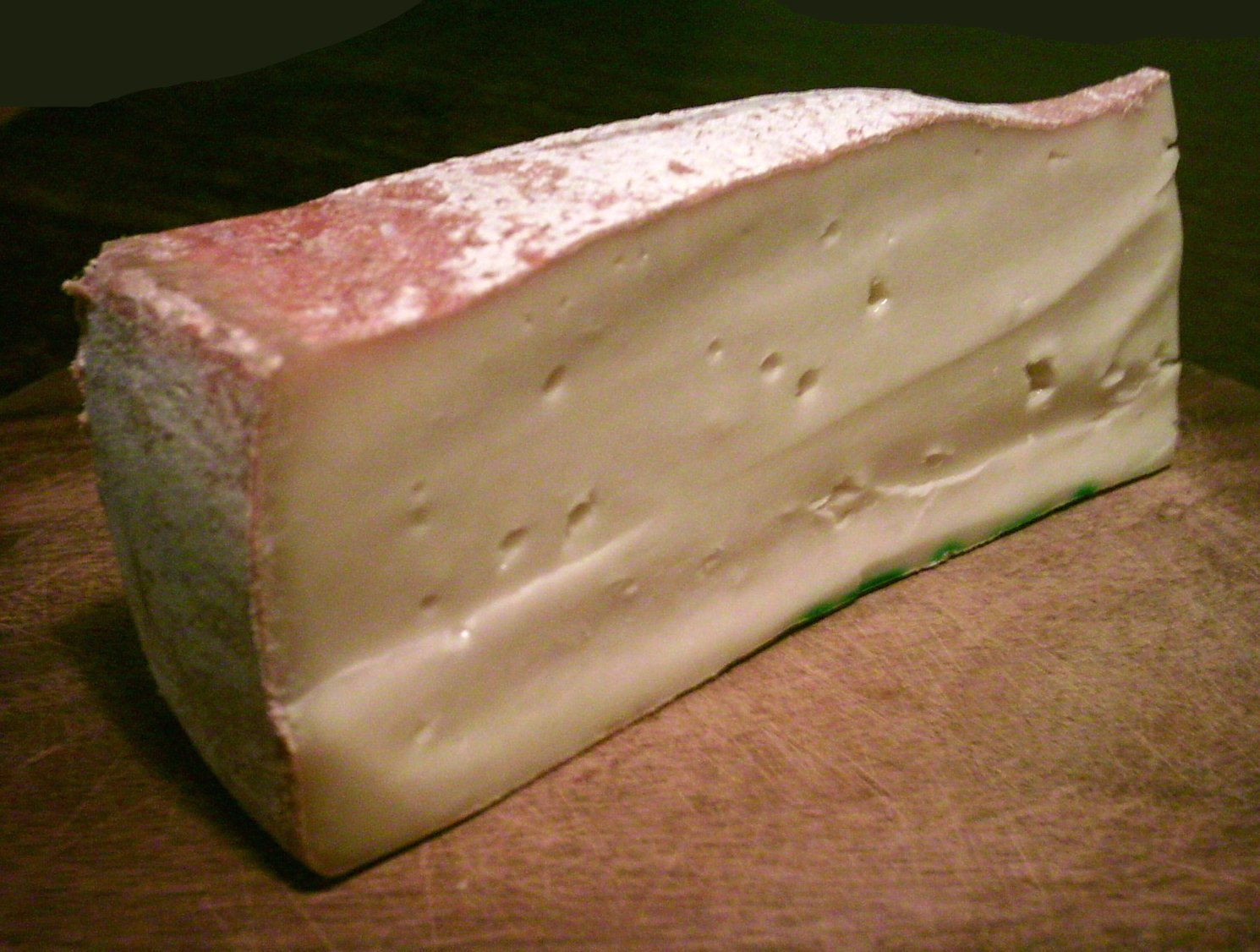
Fontina

- Fontina[4], formaggio grasso a pasta semicotta fabbricato con latte intero di vacca appartenente alla razza valdostana;
- Valle d'Aosta Fromadzo[5], prodotto con latte di vacca proveniente da almeno due mungiture, eventualmente addizionato con percentuali minime di latte caprino;
- Toma di Gressoney[6], lavorata direttamente negli alpeggi della valle del Lys e del centro valle con metodi tradizionali;
- Salignon[7], ricotta dalla consistenza cremosa e grassa e dal sapore piccante e speziato;
- Reblec[8], formaggio fresco di piccola pezzatura ricavato dalla panna affiorata spontaneamente;
- Brossa[9], ‘crema’ ottenuta dal siero di latte riscaldato al quale si aggiunge una sostanza acida;
- Séras[10], pregiata ricotta di colore chiaro e dal sapore leggermente acidulo e sapido;
- Bleu d'Aoste, formaggio erborinato a pasta cruda di latte vaccino intero pastorizzato

Altre chicche casearie prodotte nella regione sono: Becca d'Aveille (Quart), Champchevrette (Saint-Marcel), Coquadar (Cogne), Pavé d’Homené (Saint-Pierre), Pegnoriun (Gran San Bernardo), Toma dell'Ourty (Vallone d'Alleigne).
Tra i formaggi antichi, invece, lo storico Jean-Baptiste de Tillier ricorda anche il Cittrun, il Grisen, il Saint-Barthélemy, il Muney e il Layet..

### Salumi
- Vallée d’Aoste Jambon de Bosses Dop[12], prosciutto crudo speziato con erbe di montagna prodotto a 1600 m di altezza;
- Motsetta, carne stagionata e speziata;
- Valle d'Aosta Lard d'Arnad Dop, lardo di spalla di maiale speziato con erbe di montagna;
- Boudin, insaccato con patate bollite, lardo, barbabietole rosse, sangue di maiale (o di bovino), vino, spezie e aromi naturali;
- Saouceusse

### Primi piatti
- Chnéfflene, bottoncini di pastella (farina, acqua, latte, uovo) cotti in acqua bollente e conditi con fonduta, panna e speck oppure cipolla brasata, e chnolle, gnocchetti di farina di mais, entrambi piatti tipici walser dell'alta valle del Lys (Gressoney-Saint-Jean), da mangiare in un brodo di carne di maiale;
- La pèilà, una minestra di farina di segale e di frumento, con pane, fontina e burro. Secondo il dottor César-Emmanuel Grappein di Cogne, suo inventore, questa zuppa ha virtù curative;
- La polenta;
- Riso e castagne con latte;
- Riso e fontina;
- Seupa à la vapelenentse o Seupetta à la valpelleunèntse, conosciuta anche con la denominazione francese soupe à la valpellinoise (che in italiano significa "Zuppa della Valpelline"), è uno dei piatti valdostani più famosi, a base di pane, verza e fontina;
- Seuppa à la cognèntse o seupetta de Cogne, originaria di Cogne, simile alla seuppa à la valpelleneintse, con riso;
- Seuppa de l'âno (in patois valdostano, "zuppa dell'asino"), localmente chiamata anche seuppa frèide ("zuppa fredda"), con pane nero a fette e vino rosso zuccherato;
- Soça, una minestra di fagioli con cipolla e spezie, patate, lardo affumicato e saouceusses rosolate;
- La puarò, minestra di porri;
- La favò, minestra di fave originaria di Ozein, villaggio di Aymavilles.
- La sorsa una zuppa densa preparata con brodo, pane nero, patate, fagioli, fagiolini, carote, pere e mele.
- Crêpes alla valdostana, con fontina e prosciutto;
- La tartiflette, piatto tipico della Savoia integrato nella cucina dell'area intorno al Monte Bianco.

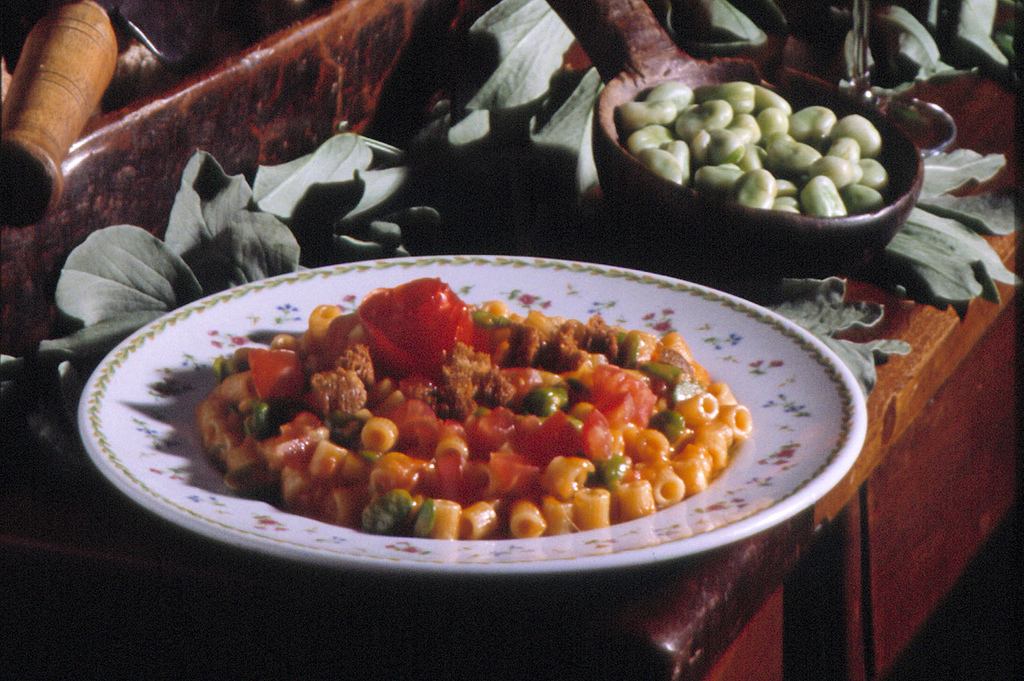
Favò

- Gnocchi alla bava

### Verdure
- Dent de lion, chiamata anche pissenlit o salade des prés (= "insalata dei prati"), è la prima cicoria che spunta a primavera;
- Fiori di zucca, piatto tradizionale di Bard per la festa patronale di Maria Assunta, il 15 agosto;
- Patate;
- Il plat de l'évêque (in italiano, "piatto del vescovo"), tipico di Verrayes, preparato per la festa di san Martino (11 novembre), a base di pere Martin Sec (in dialetto valdostano Marteun Seque), rape, patate, burro, cipolle, toma o fontina stagionata

### Secondi
- Bouilli à la saumure, un bollito di carne salata, che è possibile trovare dai macellai valdostani in autunno e in inverno, con salsicce e patate;
- La carbonade, antico piatto tipico delle Alpi occidentali, diffuso anche nel sud-est della Francia, a base di carne bovina salata per 12 giorni e cotta lentamente con aglio e lardo affumicato sotto sale. Si aggiunge quindi una salsa di vino bianco secco, un uovo, farina, cannella, chiodi di garofano, pepe e noce moscata. Oggi si prepara anche con il vino rosso;
- Civet di selvaggina;
- Cotoletta di vitello alla valdostana, con fontina e uova, fritta nel burro;
- Fricandeau, una noce di vitello a pezzetti con cipolla, rosmarino, erbe aromatiche e vino bianco. Da mangiare con la polenta;
- Involtini di Fénis, involtini di vitello ripieni di motsetta e fontina;
- Trota al burro;
- Truite au bleu, trota bollita, da servire con olio, limone e patate;
- Omelette alle ortiche

### Dolci

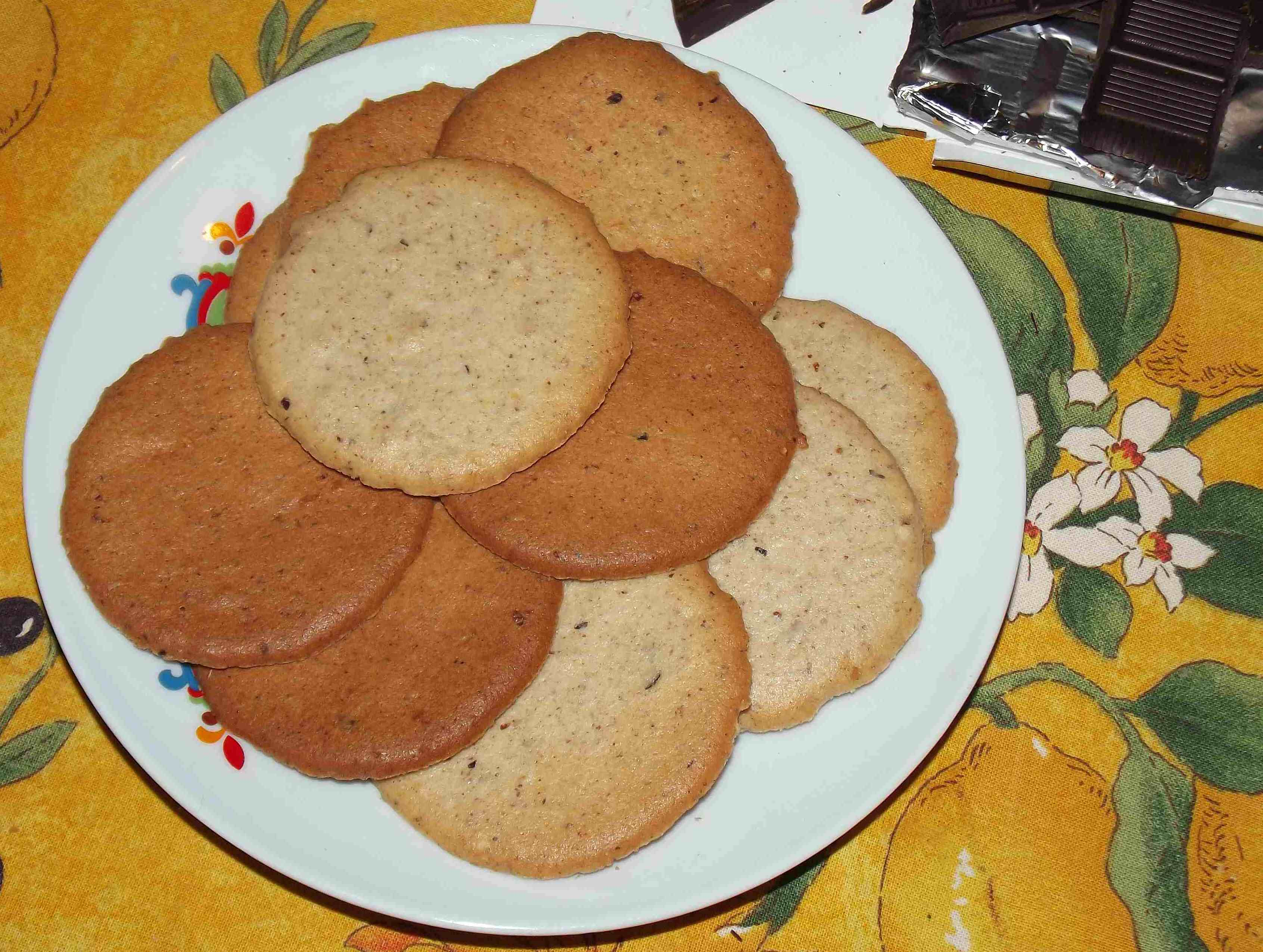
Tegole valdostane

- Blanc-manger, un budino di cioccolato di origine savoiarda;
- Brochat, latte appena munto con vino rosso e molto zucchero;
- Creinchein (a volte ortografato crinchin), tipico della Valdigne, dolce zuccherato al burro;
- Fiandolein, dal verbo fian-é ("scuotere leggermente", in patois valdostano), a base di uova, latte, zucchero, rum e scorza di limone;La Motsetta

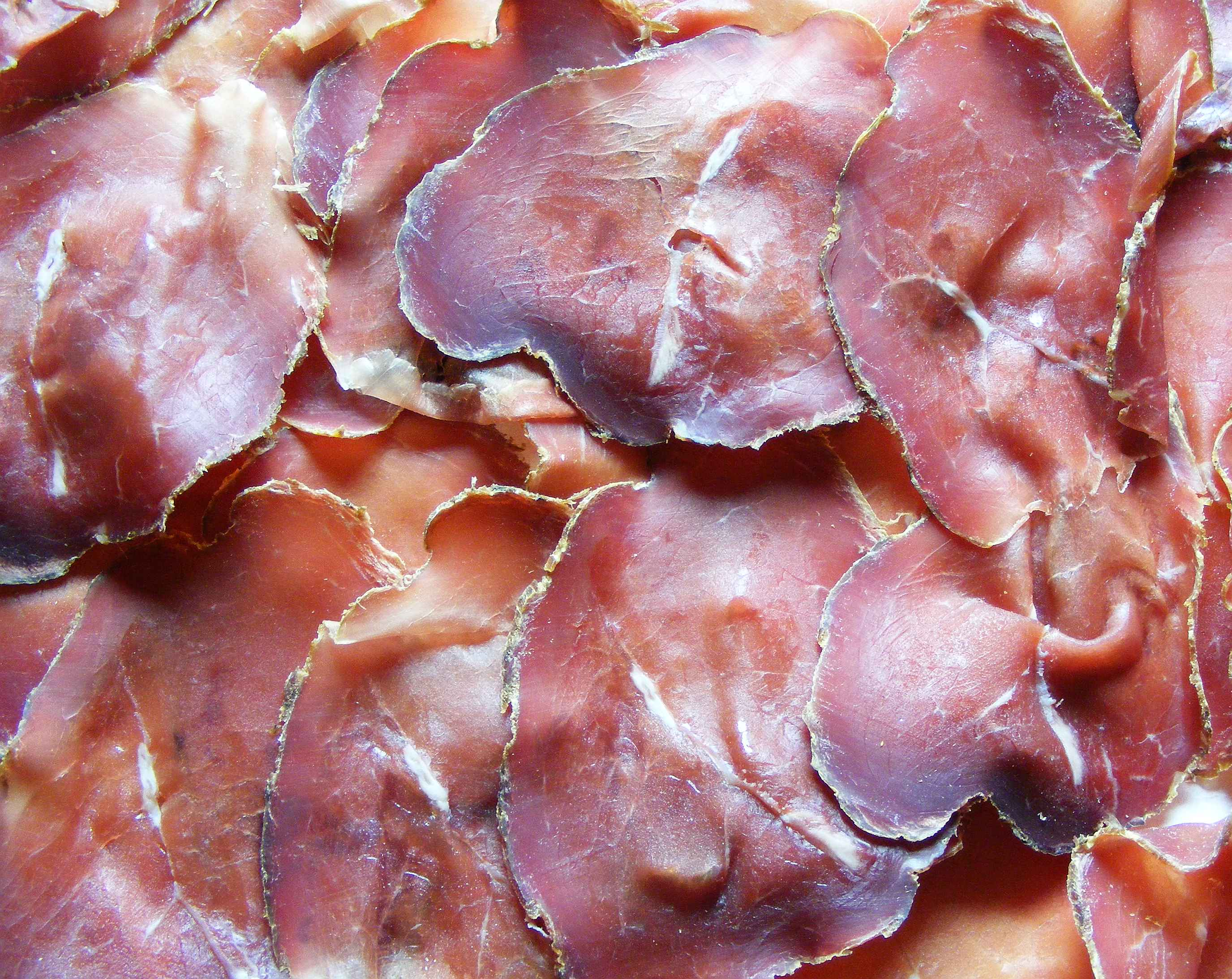
La Motsetta

- Flantze, preparato nei paesi durante la panificazione
- Il miele, molto saporito se di alpeggio, nella bassa Valle d'Aosta soprattutto di castagne;
- Le tegole valdostane, gallette di pasta di mandorle;
- I torcetti, biscotti di pasta dolce al burro con zucchero o miele, tipici di Saint-Vincent;
- Le merveilles, ovvero le chiacchiere, simili alle bugnes francesi;
- Gâteau d'Arey;
- Rhotia, a base di uova, zucchero, vino bianco, grappa, cannella e pane;
- Mécoulin, pane dolce tipico di Cogne;
- Micóoula, pane dolce tipico di Hône[13][14];
- Piata, pane dolce tipico di Issogne[15];
- La marronade de Verrayes
- La crema di Cogne (fr. crème de Cogne), a base di panna, zucchero e cioccolato

### Frutta
- Pere Martin sec, una varietà di piccola taglia, da mangiare sciroppate dopo averle cotte nel vino;
- Mele renette;
- Castagne

### Liquori

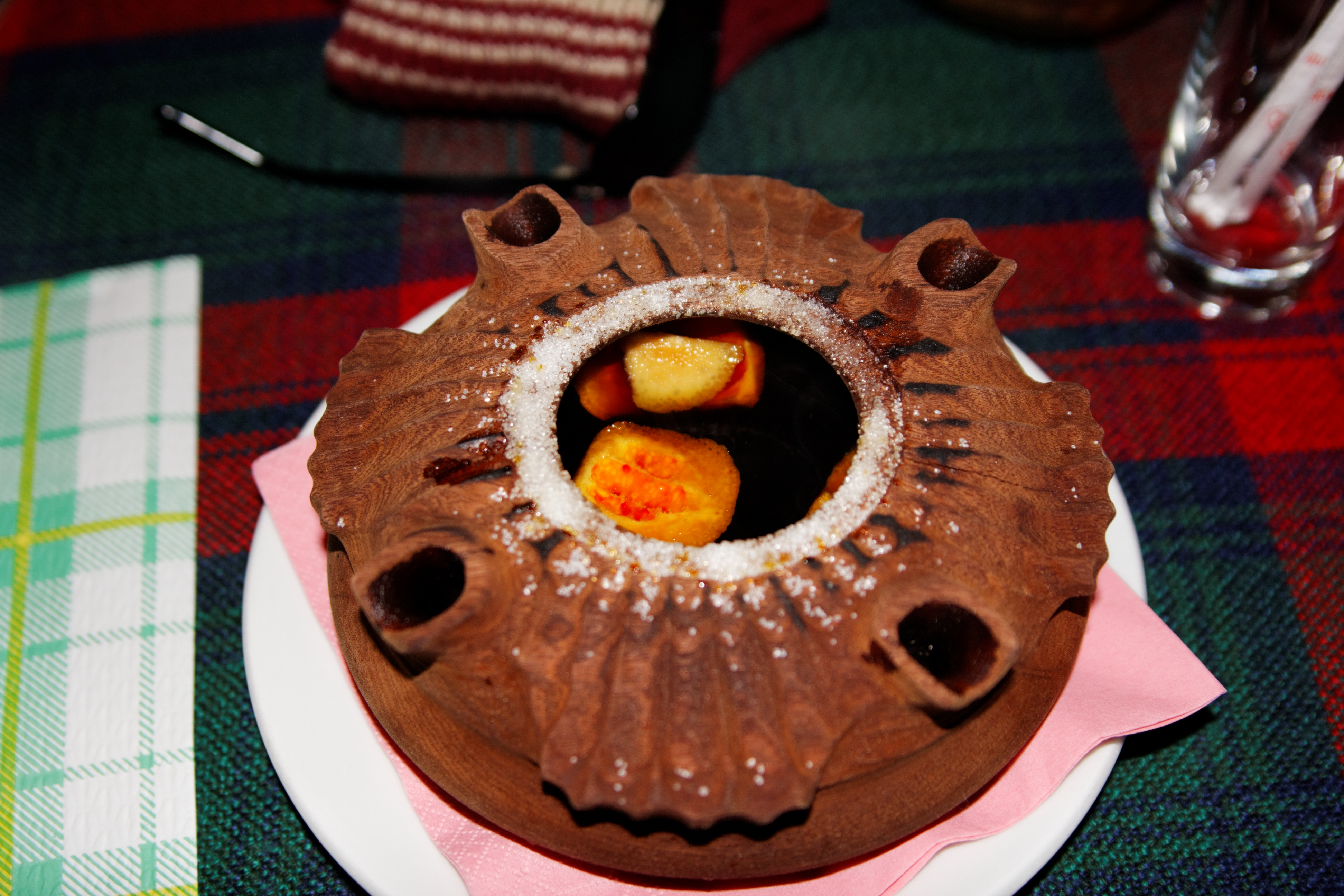
Coppa dell'amicizia, spesso usata per bere il Caffè alla valdostana

- Grappa, ottenuta per distillazione di vinaccia tra novembre e dicembre;
- Café à la cogneintse, chiamato anche café à la valdôtaine (caffè alla valdostana), preparato per infusione diretta con acquavite, zucchero, scorza di limone, poi avvicinato a una fiamma, l'alcool brucia e caramella lo zucchero sul bordo della coppa. Da bere a turno (à la ronde) nella coppa dell'amicizia senza appoggiarla sul tavolo prima che sia finita;
- Génépy

## Proverbi e canzoni
- Lait sur vin, c'est venin ; vin sur lait c'est souhait

(« Latte sul vino, è veleno; vino sul latte, è da augurare »).
- Sul formaggio fresco:

Lo fromadzo frëque l'at trèi vertu: toute la fam, la sèi, é lave lé dèi

(« Il formaggio fresco ha tre virtù: leva la fame, la sete, e lava le dita »).
- Estratto di una chanson paillarde tipica:

À la santé de Noé,

Patriarche digne

Qui fut le premier à planter

L'arbre de la vigne

Noé, qui redoutait de l'eau,

Se bâtit un grand bateau,

Qui fut son, son, son

Qui fut re, re, re

Qui fut son, qui fut re

Qui fut son refuge au temps du déluge.